# 景公塔
景公塔位于山西省晋城市城区白马寺山巅，建于明末清初。

## 保护
2013年1月，景公塔公布为第三批晋城市文物保护单位，编号3-13。